# Julien El Fares
Julien El Fares (Aix-en-Provence, 1 de junio de 1985) es un ciclista francés que fue profesional desde 2008 hasta 2021, y estuvo varias temporadas ligado al equipo francés Cofidis.

## Trayectoria
Su mayor logro como profesional ha sido la victoria en la primera etapa de Tirreno-Adriático de 2009, donde se impuso a su compañero de escapada, el ucraniano Vladimir Duma. Esta victoria le valió para portar el maillot de líder durante tres jornadas. En la cuarta etapa lo perdió ante el español Joaquim Rodríguez.
En 2012 fichó por el equipo Team Type 1-Sanofi Aventis, y en 2013 volvió a correr en su país con el Saur-Sojasun. Tras la desaparición de este equipo a final de la temporada, fichó en febrero de 2014 por el equipo Team La Pomme Marseille.
A inicios del año 2022 anunció su retirada tras catorce temporadas como profesional.

## Palmarés
2006
- 1 etapa de la Vuelta a los Pirineos

2009
- 1 etapa de la Tirreno-Adriático
- Tour de Valonia

2010
- 1 etapa del Tour del Mediterráneo

## Resultados en Grandes Vueltas
| Carrera | Carrera         | 2008 | 2009 | 2010 | 2011 | 2012 | 2013 | 2014 | 2015 | 2016 | 2017 | 2018 | 2019 | 2020 | 2021 |
| ------- | --------------- | ---- | ---- | ---- | ---- | ---- | ---- | ---- | ---- | ---- | ---- | ---- | ---- | ---- | ---- |
|         | Giro de Italia  | —    | —    | —    | —    | —    | —    | —    | —    | —    | —    | —    | —    | —    | —    |
|         | Tour de Francia | —    | —    | 27.º | 40.º | —    | 81.º | —    | —    | —    | —    | —    | —    | —    | —    |
|         | Vuelta a España | —    | 49.º | —    | —    | —    | —    | —    | —    | —    | —    | —    | —    | —    | —    |

—: no participa
Ab.: abandono

## Equipos
- Cofidis (2008-2011)
- Team Type 1-Sanofi Aventis (2012)
- Sojasun (2013)
- Marseille 13/Delko (2014-2020)
  - Team La Pomme Marseille 13 (2014)
  - Team Marseille 13-KTM (2015)
  - Delko Marseille Provence KTM (2016-2018)
  - Delko Marseille Provence (2019)
  - NIPPO DELKO One Provence (2020)
- EF Education-NIPPO[3] (2021)